# Partido judicial de Salas de los Infantes
El partido judicial de Salas de los Infantes se encuentra en la provincia de Burgos, en Castilla y León (España). Se sitúa al sudeste de la provincia y la sede se encuentra en el palacio de justicia de la ciudad de Salas de los Infantes, en la plaza de Jesús Aparicio, número 4, código postal 09600.

## Geografía
El partido de Salas de los Infantes era uno de los doce que formaban la actual provincia creada en 1833; lindaba al norte con los de Burgos y de Belorado; al sur con el de Aranda y la provincia de Soria; al este con la provincia de Logroño y al oeste con el de Lerma. Coincide sustancialmente con la comarca de Sierra de la Demanda.

## Historia
Creado en el año año 1834 y formado originariamente por 78 pueblos y sólo 57 municipios, con una población entonces de 13.587 habitantes. En la actualidad está formado por 48 municipios cuya relación completa figura en el Anexo:Partido de Salas de los Infantes.

## Situación en 1843
Son 23 los lugares sin ayuntamiento. De ellos 7: Bezares, Huerta de Abajo, Huerta de Arriba, Quintanilla Urrilla, Tolbaños de Abajo, Tolbaños de Arriba y Vallejimeno forman el valle de Valdelaguna; La Aceña, Paúles y La Vega anejos de Lara; Hinojar de Cervera, Hortezuelos y Peñacoba, anejos de Santo Domingo de Silos; Aldea del Pinar y Navas del Pinar, anejos de Hontoria del Pinar; Cabrera o Quintanilla-Cabrera y Mazueco, anejos de Villoruebo; Haedo, anejo de La Revilla; Doña Santos, anejo de Arauzo de Miel; Iglesiapinta, anejo de San Millán de Lara, y Quintanilla de las Viñas, anejo de Mambrillas de Lara.

## Paulatina reducción del número de municipios
Antes de 1858 quedan suprimidos 7 municipios, quedando 50 ayuntamientos con 26.772 habitantes, correspondiendo 984 a la cabeza de partido. Los municipios suprimidos figuran el la siguiente relación:
| # | Ayuntamiento          | habitantes | Se agrega a              | Municipio actual         |
| - | --------------------- | ---------- | ------------------------ | ------------------------ |
| 1 | Arroyo de Salas       | 111        | Castrovido               | Salas de los Infantes    |
| 2 | Gete                  | 92         | Pinilla de los Barruecos | Pinilla de los Barruecos |
| 3 | Piedrahíta de Muñó    | 129        | Pinilla de los Moros     | Pinilla de los Moros     |
| 4 | Regumiel de la Sierra | 116        | Canicosa de la Sierra    | Regumiel de la Sierra    |
| 5 | Rupelo                | 135        | Villaespasa              | Villaespasa              |
| 6 | Tañabueyes            | 168        | Tinieblas de la Sierra   | Tinieblas de la Sierra   |
| 7 | Terrazas              | 109        | Castrovido               | Salas de los Infantes    |

## Entre los años 1858 y 1969
Se erigen dos nuevos municipios, pasando de 50 a 52: Huerta de Arriba segregado del Valle de Valdelaguna y Regumiel de la Sierra segregado de Canicosa de la Sierra. Otras variaciones son: la Revilla pasa a ser capital del municipio denominado La Revilla y Ahedo en detrimento de Haedo y Monterrubio de la Sierra pasa a denominarse Monterrubio de la Demanda.

## sigloXXI
Cuenta con 48 municipios y 29 Entidades Locales Menores.'
- Arauzo de Miel
- Arauzo de Salce
- Arauzo de Torre
- Barbadillo de Herreros
- Barbadillo del Mercado
- Barbadillo del Pez
- Cabezón de la Sierra
- Campolara
- Canicosa de la Sierra
- Carazo
- Cascajares de la Sierra
- Castrillo de la Reina
- Contreras
- Espinosa de Cervera
- Gallega (La)
- Hacinas
- Hontoria del Pinar
- Hortigüela
- Huerta de Arriba
- Huerta de Rey
- Jaramillo de la Fuente
- Jaramillo Quemado
- Jurisdicción de Lara
- Mambrillas de Lara
- Mamolar
- Monasterio de la Sierra
- Moncalvillo
- Monterrubio de la Demanda
- Neila
- Palacios de la Sierra
- Pinilla de los Barruecos
- Pinilla de los Moros
- Quintanar de la Sierra
- Rabanera del Pinar
- Regumiel de la Sierra
- La Revilla y Ahedo
- Riocavado de la Sierra
- Salas de los Infantes
- San Millán de Lara
- Santo Domingo de Silos
- Tinieblas de la Sierra
- Torrelara
- Valle de Valdelaguna
- Villaespasa
- Villanueva de Carazo
- Villoruebo
- Vilviestre del Pinar
- Vizcaínos